# Colegio Alexander von Humboldt (Lima)

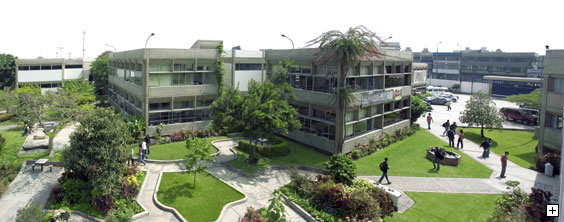
Colegio Peruano Alemán Alexander von Humboldt

El Colegio Peruano Alemán Alexander von Humboldt (en alemán: Deutsche Schule Alexander von Humboldt Lima) es una institución escolar privada ubicada en la ciudad de Lima, capital del Perú. Fue fundada en 1872. Como un Auslandsschule, el colegio es subvencionado por el Gobierno federal alemán, del cual también recibe personal docente. El colegio recibe su nombre del explorador alemán, Alexander von Humboldt. El colegio tiene dos sedes ubicadas en los distritos de Miraflores y Santiago de Surco, en la misma avenida Alfredo Benavides.
El colegio sigue un plan de estudios basado en las currículas peruanas y alemanas. Los alumnos comienzan su educación en pre-kindergarten, después kindergarten, hasta los seis años, nivel menores, 1º a 4º de primaria, nivel medianos, 5º de primaria a 2º de secundaria, y nivel mayores, 3° hasta 5º de secundaria. La organización de niveles está regida según el modelo de educación pública del Estado de Baden-Württemberg.
Los alumnos después de terminar la secundaria pueden asistir al Abitur (Bachillerato alemán), solo después de obtener su certificado de estudios (peruano) y el Sprachdiplom en el nivel II.
El Humboldt además del Sprachdiplom ofrece los certificados ESOL del KET, el PET y el FCE, que evalúan el conocimiento de inglés como idioma extranjero. Asimismo ofrece el certificado DELF y DALF, que evalúan el nivel de francés en países extranjeros. Ciertos alumnos que ingresan al Instituto de Educación Superior pueden hacer el Fachhochschulreife, lo que permite el ingreso a ciertas universidades alemanas y europeas.

## Historia

### Instituto de Lima
El 1 de abril de 1872, el colegio abrió sus puertas con el nombre de Instituto de Lima. Al año siguiente se colocó la primera piedra del local en la Alameda Grau en presencia del presidente Manuel Pardo y Lavalle, siendo del gobierno peruano de quien se recibiría el apoyo necesario. Fue en esos años que empezó a enseñarse el alemán y el latín, trayéndose a profesores del Real Gymnasium de Colonia.
Durante la Guerra del Pacífico las actividades del instituto se vieron afectadas, ni siquiera se había estrenado el nuevo local. Para 1889 las dificultades fueron superándose y, aunque el colegio era dirigido por un director alemán, este idioma fue perdiendo preeminencia en la institución.

### Deutsche Schule
En 1910 la intención de crear un auténtico colegio alemán (Deutsche Schule) en Lima, provino de la iniciativa de algunos miembros de la colonia alemana en el Perú, entre ellos Fernando Oechsle y Adolfo Dammert. El primer local estuvo ubicado en calle del Mascarón, en el jirón Cuzco, hasta 1915, y luego en la de Botica San Pedro, hasta 1923. El primer director fue el luterano Erich Zurkalowski.
En un principio solo se aceptaban alumnos de origen alemán, pero a partir de 1911 se comenzaron a admitir alumnos peruanos, aunque la mayoría de las clases eran dictadas en alemán, contando con profesores como los reconocidos Raúl Porras Barrenechea, Luis Alberto Sánchez, Augusto Weberbauer y Jorge Guillermo Leguía, además de exsoldados alemanes de la Gran Guerra. Para 1922 el colegio tuvo que enfrentarse al problema de no poder enseñar en alemán, ya que solo se autorizó enseñar inglés y francés como idiomas extranjeros, aunque después de protestas se aceptó enseñar en alemán.
El colegio buscó la misma posición que una secundaria alemana (Realschule), dándose en 1935 el primer examen oficial alemán. Al año siguiente fue disuelta la secundaria que seguía la currícula peruana, adoptándose el modelo de una secundaria alemana, y, para 1938, Alemania reconoció al colegio como una escuela de nivel superior.
La Segunda Guerra Mundial obligó al colegio a cerrar sus puertas en 1942.

## Alexander von Humboldt
El 1 de abril de 1952 el colegio se reabrió bajo el nombre de "Alexander von Humboldt", ubicándose en el local que fue recuperado en el Distrito de Miraflores. Desde 1956 el Ministerio de Relaciones Exteriores de Alemania empezó a enviar profesores al colegio.
En 1958, el colegio se ve obligado a ampliarse construyéndose un nuevo local en la Av. Benavides, siendo colocada la primera piedra por el Presidente del Bundestag (parlamento alemán) Eugen Gerstenmaier.